# München (film, 2021)
A München (eredeti cím: Munich – The Edge of War) 2021-ben bemutatott brit–német filmthriller, amelyet Christian Schwochow rendezett, Robert Harris München című regénye alapján. A főbb szerepekben George MacKay, Jannis Niewöhner, Jeremy Irons, Sandra Hüller és Liv Lisa Fries látható.
Először a London Filmfesztiválon mutatták be 2021. október 13-án. Egyesült Királyságban 2022. január 14-én a mozikban, Magyarországon 2022. január 21-én mutatták be a Netflixen.

## Cselekmény
1932-ben Hugh Legat és német barátai, Paul von Hartmann és Paul barátnője, Lena az Oxfordi Egyetem elvégzését ünneplik. Hartmann ragaszkodik hozzá, hogy Legat látogasson el hozzá Münchenbe, hogy megismerje az „Új Németországot”.
Hat évvel később Legat a brit külügyminisztériumtól kirendelve Neville Chamberlain miniszterelnök magántitkáraként dolgozik. Európa a háború küszöbén áll. Chamberlain arra törekszik, hogy mindenáron békét kössön Adolf Hitlerrel, akár annak árán is, hogy Németországnak megengedi, hogy Csehszlovákiától átvegye a Szudétavidéket. Chamberlain levelet ír Benito Mussolininek, hogy leállítsa a katonai akciót; ez látszólag sikerül, Hitler beleegyezik, és meghívja Chamberlaint és Édouard Daladier francia miniszterelnököt Münchenbe egy konferenciára.
Eközben Hartmann tolmácsként dolgozik a berlini német külügyminisztériumban, miközben titokban a Wehrmacht egyik tábornokával Hitler megbuktatására irányuló terveket szövöget, ha a hadsereg vezetői beleegyeznek, hogy letartóztassák és átvegyék az irányítást. A tábornok úgy véli, hogy ez csak akkor valósítható meg, ha Hitler megszállhatja a Szudétavidéket, míg Hartmann kételkedik a tábornokok kollektív elszántságában. Hartmann egy lopott dokumentumot (a Hossbach-memorandumot) kap a szeretőjétől, Helen Wintertől, amelyből kiderül, hogy Hitler le akarja igázni Európát. Hartmann és a többiek újra összeülnek, és megállapodnak abban, hogy legjobb, ha az információt eljuttatják Chamberlainhez, amíg ő Münchenben tartózkodik; Hartmann elárulja, hogy van egy megbízható egykori osztálytársa, Legat, aki valószínűleg tud segíteni. Hartmann kezébe adnak egy pisztolyt, hogy ha alkalom adódik rá, kövessen el merényletet Hitler ellen.
Londonban Legatot Sir Alexander Cadogan és Sir Stewart Menzies az MI6-tól keresi fel a Hartmann birtokában lévő dokumentummal kapcsolatban. Azt javasolják, hogy Legat kísérje el Chamberlaint a konferenciára, találkozzon Hartmannal, és szerezze meg a dokumentumot. Legat beleegyezik a segítségbe, a kémkedéssel járó veszélyek ellenére. Legat meggyőzi Chamberlaint, hogy tolmácsként vigye magával Münchenbe.
Hartmann felszáll Hitler Münchenbe tartó vonatára, ahol gyermekkori barátjával, Franz Sauerrel osztja meg a fülkét. Amikor rájön, hogy Sauer a Schutzstaffel tisztje lett, Hartmann elrejti az iratokat és a fegyvert a fülke mosdójában. Hartmann rajtakapja Sauer-t, amint a bőröndjében turkál, és rájön, hogy Sauer gyanút fogott vele szemben. Később Hartmann találkozik Hitlerrel, aki megdorgálja őt oxfordi tanulmányai miatt.
Münchenben Legat és Hartmann újra találkoznak, kiderül, hogy 1932-ben összevesztek egy heves szóbeli vita után, amely Hartmann akkori náci párttámogatásával kapcsolatos. Legat beleegyezik, hogy átvegye a dokumentumot, de nem tudja átadni Chamberlainnek. Mivel a megállapodás aláírása küszöbön áll, Hartmann ragaszkodik hozzá, hogy azonnal mutassák be Chamberlainnek az érvet, és győzzék meg arról, hogy ne írja alá a müncheni egyezményt. Legat és Hartmann találkozik Chamberlainnel, aki gúnyolódik azon, hogy a homályos német katonai puccsista tervekre hivatkozva nem írja alá, és nem hajlandó lépéseket tenni. Hartmann elviszi Legatot egy helyi idősek otthonába, hogy meglátogassa Lénát, aki elárulja neki, hogy 1935-ben részt vett egy náciellenes gyűlésen, majd miután kiderült, hogy zsidó, Dávid-csillagot véstek a hátába, és kidobták az ablakon, ennek következtében lebénult és képtelen beszélni. Hartmann elárulja, hogy meg akarja gyilkolni Hitlert, Legat legnagyobb megdöbbenésére. Amikor Legat visszatér a szállodájába, azt találja, hogy Sauer kifosztotta a szobáját, és megtámadja. Legat felfedezi, hogy a dokumentum eltűnt, és pánikba esik, de sikerül egy diszkrét üzenetet eljuttatnia Hartmannhoz, amelyben tájékoztatja őt. Hartmann találkozik Hitlerrel, de nem tudja rávenni magát, hogy lelője. Aláírják a müncheni egyezményt.
Amikor Legat beszáll a repülőtérre tartó autóba, Joan Menzies gépírónő elárulja, hogy ő Sir Stewart Menzies ezredes unokahúga, és hogy őt bízták meg azzal, hogy segítsen Legatnak a kémtevékenységében; azért vette át a dokumentumot, hogy Sauer ne találja meg. Chamberlain visszatér Nagy-Britanniába, és elmondja híres „Béke a mi időnkben” című beszédét. Legat hazatér a feleségéhez és a fiához, és elárulja, hogy tervei szerint otthagyja a diplomáciai szolgálatot, és belép a RAF-hoz. A müncheni egyezmény végül meghiúsul, és kitör a második világháború. Chamberlain néhány hónappal később lemond, és nem sokkal később meghal. Az aláírt megállapodás miatt azonban a háború kezdetét elhalasztják, így Nagy-Britanniának több ideje marad a felkészülésre.

## Szereplők
| Szerep                 | Színész               | Magyar hang         |
| ---------------------- | --------------------- | ------------------- |
| Hugh Legat             | George MacKay         | Csiby Gergely       |
| Paul von Hartmann      | Jannis Niewöhner      | Miller Dávid        |
| Neville Chamberlain    | Jeremy Irons          | Hegedűs D. Géza     |
| Horace Wilson          | Alex Jennings         | Fazekas István      |
| Helen Winter           | Sandra Hüller         | Ullmann Mónika      |
| Lena                   | Liv Lisa Fries        | Csifó Dorina        |
| Franz Sauer            | August Diehl          | Hamvas Dániel       |
| Pamela Legat           | Jessica Brown Findlay | Sipos Eszter Anna   |
| Joan Menzies           | Anjli Mohindra        | Laudon Andrea       |
| Adolf Hitler           | Ulrich Matthes        | Eredeti hang        |
| Osmund Somers Cleverly | Mark Lewis Jones      | Németh Gábor        |
| Anne Chamberlain       | Abigail Cruttenden    | Csizmadia Gabriella |
| Nevile Henderson       | Robert Bathurst       | Dézsy Szabó Gábor   |
| Alexander Cadogan      | Nicholas Farrell      | Barbinek Péter      |
| Stewart Menzies        | Richard Dillane       | Rosta Sándor        |
| Heinrich Himmler       | Martin Kiefer         | Eredeti hang        |
| Benito Mussolini       | Domenico Fortunato    | Nem szólal meg      |
| Édouard Daladier       | Stéphane Boucher      | Nem szólal meg      |
| Paul Schmidt           | Marc Limpach          | Gyurin Zsolt        |
| Hans Oster             | Rainer Sellien        | Holl Nándor         |

### Magyar változat
- Magyar szöveg: Vajnági Márta
- Hangmérnök: Hollósi Péter
- Vágó: Wünsch Attila
- Gyártásvezető: Böhm Anita
- Szinkronrendező: Molnár Kristóf
- Produkciós vezető: Jávor Barbara

A szinkront a Direct Dub Studios készítette el.

## A film készítése
2020 novemberében bejelentették, hogy Jeremy Irons, George MacKay, Jannis Niewöhner, Sandra Hüller, Liv Lisa Fries és August Diehl csatlakozott a film szereplőgárdájához, a filmet Christian Schwochow rendezi Ben Power forgatókönyvéből, Robert Harris azonos című regénye alapján, a Netflix forgalmazza.
A forgatás 2020 októberében kezdődött és 2020 decemberében ért véget. A forgatás Berlinben, Potsdamban, Münchenben és Liverpoolban zajlott.